# Илиноис (народ)
Илиноис, Илинивек или Илини је алгонквински народ, који је од давнина насељавао слив реке Мисисипи, а састојао се од 12 до 13 племена, која су средином 17. века била насељена на територији данашњих америчких држава Илиноис, Висконсин, Ајова, Мисури и Арканзас. Највећих 5 племена у то доба су Пеорија, Каскаскија, Кахокија, Мичигамеја и Тамароа. Назив Илиноис су први забележили француски истраживачи, а изведен је из илиноишког аутонима Илиниве. Процењено је да је у време првог сусрета са Европљанима, током 17. века, Илиноиса било неколико десетина хиљада. Након додира са Европљанима раст њиховог становништва је заустављен и уследио је изражени пад броја становника.
Илиноиси су се бавили земљорадњом, али и ловом и риболовом. Начин живота Илиноиса је био полуномадски, сезонски су се кретали између летњих и зимских насеља, лети су живели у дугим кућама, а зими у вигвамима. Мушкарци су често одлазили у лов, а жене су узгајале усеве, израђивале алате и одећу. Села су предводиле сеоске поглавице, док су појединачне родове у селима предводиле родовске поглавице. Илиноишка популација је временом опадала због ратова и заразних болести, које су донели француски досељеници.
Временом су се преживела илиноишка племена стопила у једно. Данас су насељени у Оклахоми и савезно признати под именом „Пеорија Племе Индијанаца”.

## Име
Француски мисионари који су оставили писане описе својих сусрета са илиноишким племенима забележили су да су они себе називали Инока. Значење ове речи је непознато. Жак Маркет, француски језуитски мисионар, тврдио је да је француски назив Илиноис изведен од илиноишког аутонима Илини, што значи „мушкарци”. Мисионар Луј Хенепин је тврдио да је назив мушкарци симбол зрелости и снаге, и да представља врхунац мушкарчевог животног века.
Међутим, у 21. веку, лингвистичким истраживањем је демонстрирано да је реч Илиноис посредно изведена од речи Иренвива, чије је значење говори на обичан начин. Док је изговор ове речи на језику народа Оџибва, који је насељавао суседне области око Великих језера, Французима звучао као Илинве. Илинве у једнини или Илинивек у множини. Француски истраживачи који су први чули и забележили овај назив записивали су га на француском као  „liniouek”, „Aliniouek”, и „Iliniouek”. Из облика у једнини Илинве изведен је француски назив „Илиноис”.

## Историја

### Настанак
Илиноиси су били подељени на 12 племена која су делила заједнички језик и културу. То су Каскаскија, Кахокија, Пеорија, Тамароа, Моингвена, Мичигамеја, Чепуса, Чинкоа, Коракоенитанон, Еспеминкија, Мароа и Тапуаро. Од ових 12, до данашњег дана су преостала само племена Кахокија, Каскаскија, Мичигамеја, Пеорија и Тамароа; остала су нестала као посебна племена због ратова и заразних болести. Према првим европским писаним изворима у којима је забележено постојање Илиноиса, а који потичу из 17. века, илиноишка популација је процењена на 10.000 људи. Иако им је данас број значајно мањи, они и данас постоје, а многи њихови потомци су део савезно признатог племена „Пеорија Племе Индијанаца”, чије је седиште у оклахомском граду Мајами, и које је део „Конфедералног Племена Пеорија”.

### Односи са Европљанима
Сматра се да је у тренутку када су Французи први пут сусрели Илиноисе, њих било чак 10.000. Живели су на огромном подручју које се протезало од језера Мичиген до Ајове и на југу до Арканзаса. Французи су 1670-их открили село племена Каскаскија у долини реке Илиноис (на чијем месту је касније настала данашња Утика), село племена Пеорија у Ајови (близу данашњег града Киокак) и село племена Мичигамеја на североистоку Арканзаса.
Село племена Каскаскија, које је познато под именом Велико село Илиноиса, било је највеће и најпознатије илиноишко село. Французи су у близини села 1675. основали католичку мисију, названу „Мисија Безгрешног зачећа Блажене Девице”, и трговинску постају за трговину крзном. Становништво села се повећало на око 6.000 људи у око 460 кућа. Убрзо, међутим, евроазијске заразне болести и „Француски и ирокешки ратови” довели су до значајног раста стопе смртности Илиноиса, због чега је њихова популација драматично смањена у наредним деценијама.
Французи су ову област назвали „Пеи де Илиноа” (Pays de Illinois), или „земља Илиноиса”, овај назив домовине Илиноиса се временом уобичајио. Рани француски истраживачи, укључујући Луја Жолијеа, Жака Маркета и Рене-Роберта Кавалијеа су оставили писане трагове о односу Француза и Илиноиса након њиховог првог сусрета. Због честих сусрета са Французима илиноишка племена су постала добро позната европским истраживачима. Европска колонизација, вредности и религија почеле су да утичу на илиноишка племена.
У касном 17. веку, Ирокези су, да би контролисали трговину крзном и проширили своју власт на нове области, натерали Каскаскије и друга илиноишка племена да напусте своја села. Илиноиси су се затим преселили на југ. Иако су Илиноиси у то време пружили отпор својим главним непријатељима, били су принуђени да се раселе, након губитка дела свог становништва у сукобу. На крају су ипак повратили неке од својих земаља.
Почетком 18. века, Илиноиси су се укључили у сукоб између Месквака и Француза. Мескваци (или Фокси) су 1722. године напали племе Пеорија и потиснули њихове ратнике на стрмину Старвд Рок, јер су они убили нећака једног од месквачких поглавица. Пеорије су послале гласнике тражећи помоћ од Француза, али док су они стигли до места сукоба, многи од пеоријских ратника су били убијени. Французи и њихови савезници Илиноиси, Мајамији, Потаватоми и Саци наставили су да се боре против Месквака, али без већег успеха све до 1730. Те године су савезници опсели село Месквака на реци Сангамон и извели напад у коме је већина месквачких ратника убијена, док су већи део жена и деце заробили индијански савезници Француза или су их сами Французи убили.
До средине 18. века, број илиноишких племена је сведен са 12 на 5, опстала су племена: Кахокија, Каскаскија, Мичигамеја, Пеорија и Тамароа. Европске болести су драстично смањиле број Илиноиса. Ратови су избијали због сукоба између староседелаца око ресурса и трговине, или су их покретали европски истраживачи који су желели да освоје нове области. Са племеном Пеорија су се спојили преостали потомци осталих илиноишких племена, а данас су савезно признати под именом „Пеорија Племе Индијанаца” и живе у округу Отава у Оклахоми.

### Подела
Илиноиси су ратовали против западних суседа Лакота (племе Сијукса), Осејџа, Понија, Сака, Месквака (Фокса) и Арикара, као и јужних суседа Квапоа, Шонија и Чикасоа. Иако су ови народи представљали сталну опасност, Ирокези су постали највећи непријатељи Илиноиса почевши од краја 17. века. Ирокези који су били у потрази за новим ловиштима, након што су због прекомерног лова смањили број дивљачи на својој земљи, започели су нападе на илиноишку земљу, при чему су убили или заробили велики број Илиноиса. Након одређеног времена Илиноиси су напустили своју земљу око Великих језера и преселили се на територију данашњег Канзаса. Поред опасности од рата са другим староседеоцима, Илиноиси су били у опасности од напада Европљана, са којима су повремено склапали савезе.
Поред тога, са јачањем контакта са Европљанима и Ирокезима, Илиноиси су били изложени низу нових болести које су довеле до појаве високе стопе смртности међу њима. Због рата и ширења заразних болести пренетих из Европе, илиноишко становништво драстично се смањило до 1778. и сведено је на становнике једног села са око 300 људи. Након што су их из домовине протерали Ирокези и Шонији и након ширења европских насеља, Илиноиси су 1832. прихватили да живе у резервату на реци Биг Мади Рив'р у јужном Илиноису. Али у року од неколико месеци, уступили су остатак своје земље и одселили се у нови резерват у источном Канзасу.
Илиноиси („Пеорија Племе Индијанаца”) су се 1854. ујединили са мајамским племенима Веа и Пјанкашо у „Конфедеративно Племе Пеорија”. Неколико година касније 1867. пресељени су у нови резерват у североисточној Оклахоми, где су им се придружили остали Мајамији, који су званично постали део њихове конфедерације 1873. Након 50 година, уједињено племе Пеорија и Мајами је распуштено 1920-их. Након неколико деценија њихови потомци су се поново организовали и затражили савезно признање, до кога је дошло 1978. Потомци Илиноиса данас живе у округу Отава у Оклахоми.

## Култура

### Језик
Илиноишки је један од два дијалекта (други је мајамски) мајамско-илиноишког језика, који припада алгонквинској породици језика. Постојбина мајамско-илиноишког је држава Илиноис, а након протеривања његових говорника у Оклахому, био је у употреби у тој америчкој држави. Данас не постоје говорници овог језика, међутим, постоје напори да овај језик буде оживљен. Данас, мајамска и пеоријска (илиноишка) деца уче језик својих предака. Мајамско-илиноишки је полисинтетички језик, који има сложену морфологију глагола и прилично слободан ред речи.
Алгонквински језици су породица језика северноамеричких Индијанаца. Језицима ове породице је говорено у Канади, Новој Енглеској, области северноамеричког атлантског приморја и области Великих језера, све до Стеновитих планина. Постоје бројни алгонквински језици, као што су кријски, оџибвејски, блекфутски и чејенски, назив алгонквински језик се користи за дијалекат оџибвејског којим говори народ Алгонквин, по коме је цела породица добила име.

### Улоге полова
Као и код већине других индијанских народа, илиноишки мушкарци су углавном били ловци и ратници, док су се жене бавиле пољопривредом, сакупљањем плодова и одржавањем домаћинства. Међутим, према историјским списима неке жене су имале улогу вођа, укључујући и верске. У полигамном друштву, прве супруге су имале супериорност у својим породицама и имале су водећу улогу у домаћинству. Поред тога, неке жене су биле шаманке и свештенице, тако да су имале велику моћ у заједници. Оне су доносиле одлуке које су могле да доведу до смрти, па су их поштовали и плашили их се и мушкарци и жене. Жене су понекад добијале ловачке задатке у заједничким лововима, али им је била забрањена употреба било каквог оружја, што је отежавало учешће у лову. Жене су могле да стекну утицај у селу када би се показале као добре домаћице и пољопривреднице. Високи приноси, велики број деце и верност мужу били су основи за стицање вишег статуса, као и поштовања међу домороцима. Мушкарци су, с друге стране, могли да добију виши статус путем својих достигнућа у борби и показивањем храбрости. Најбољи ловци су били поштовани у селу и имали су већи број жена. У оквиру полигамних бракова, жене које су биле неверне биле су строго кажњаване, понекад и одсецањем делова лица.

### Вера
Илиноиси су без обзира на положај у друштву били веома религиозни, ослањали су се на духовно вођство у сваком делу свог живота. Ловци су тражили помоћ од духова у лову на дивљач, ратници су пре уласка у борбу од духова тражили упутства, а шамани су редовно решавали питања која се тичу телесног и умног здравља. Међутим, са доласком европских мисионара крајем 17. века, језуитске мисије су основане као средство за преобраћење Илиноиса у хришћанство. Док се велики део народа на крају преобратио, неке племенске старешине су одбиле да приме хришћанство и радиле на очувању своје вере у свет духова.

### Народни обичаји
Један од најзначајнијих илиноишких ритуала је тражење снова. Момци и девојке стари око петнаест година су у току овог ритуала постили у изолацији, осликавали своја лица и молили свог духа чувара (манитуа), који ће их водити до краја живота, да им се открије. Ова потрага за визијом, била је важан део одрастања у животима Илиноиса.
Илиноиси су имали два начина сахрањивања. Један је био предвиђен за сахрањивање тела која су била нетакнута, а други за сахрањивање скелета, који су постављани на скеле пре церемоније. Само људи који су били истог пола и старости као умрле особе су могли да учествују у сахрањивању. Нетакнуто тело је облачено у свечану одећу и стављано у гроб заједно са погребним предметима који би покојника пратили у загробни живот. Преко гроба је постављан дрвени покривач како би спречио животиње и чиниоце животне средине да оштете гроб.

## Друштво

### Економија
Економија Илиноиса је била заснована на пољопривреди, лову и риболову. Они су у великој мери зависили од пољопривреде и углавном су градили села у близини река где је тло било најплодније. Кукуруз је био основни усев, такође су садили пасуљ, бундеве и лубенице, а сакупљали су и плодове у шумама. Сетва кукуруза је вршена у касно пролеће, а прва жетва (младог кукуруза) је била у јулу, када је већи део приноса складиштен и припреман за предстојећу зиму. У другој жетви је убиран зрео кукуруз, који је коришћен током топлијих месеци. Рибе је било у изобиљу у реци Илиноис, али се Илиноиси нису ослањали на риболов као значајан извор хране. Ловци су првенствено ловили бизоне, којих је у преријама северног Илиноиса такође било много. Ловачке хајке су припремали како појединци тако и скупине, а у заједничком лову су понекад могле учествовати и жене. За спровођење годишњег лова на бизоне често је било неопходно окупити скупину од до 300 људи. У лову на бизоне, ловци би се поделиле у неколико група које су опкољавале бизоне пешке. Када би били у непосредној близини, ловци су испаљивали своје стреле и копља и терали животиње у супротном смеру, према остатку ловачке групе. Жене су имале задатак да искасапе бизоне и да сушењем припреме месо за зиму, када лов није био могућ.
У време првог сусрета са Европљанима, илиноишка привреда је углавном била самодовољна. Током године, Илиноиси су производили скоро сву храну и друге производе који су им били потребни за одржавање свог начина живота. Међутим, Илиноиси су такође били део широке трговачке мреже. У замену за кожу, крзно и робове које су заробљавали јужно и западно од своје земље, Илиноиси су трговали са народима насељеним око Великих језера и француским трговцима оружјем и другом европском робом. Како је време пролазило, трговци и мисионари су почели да се насељавају међу Илиноисе и њихова некадашња самодовољна привреда постала је све више зависна од њихових француских савезника.
Илиноиси су се у зависности од временских услова и ресурса који су им били на располагању, кретали између летњих и зимских насеља. Живели су у вигвамима зими и дугим кућама лети, а у току лова у својим ловачким логорима градили су колибе, које су подсећале на вигваме. Као и већина других староседелачких народа области Великих језера, живели су у селима са дугим кућама у којима је живело више различитих породица.

### Ратовање
Почетком фебруара, ратне поглавице сваког племена организовале су нападе на непријатеље, међу којима су били По-нији и Квапои, а касније и Ирокези. Пре сваке битке, ратни поглавица је позивао 20 ратника на гозбу, на којој би се ратници молили свом манитуу да им да брзину и издржљивост у борби. За походе против већег броја непријатеља, по селима су организоване ратне дружине у којима су учествовали и мушкарци и жене. Илиноиси, су радије заробљавали противнике него што су их убијали, иако су неки заробљеници на крају ипак били убијани, већи део је завршавао у ропству. Илиноиси су радије користили стреле и копља него пушке, јер су употребу ватреног оружја сматрали споријим од употребе сопственог оружја. Бука коју су пушке производиле је понекад коришћена пре битке са циљем застрашивања других староседелачких народа који раније никада нису видели или чули такво оружје.

### Влада
Илиноиси су једно време били народ који није био подељен на мања племена. Поделили су се на племена када је постало јасно да је њихово становништво превелико за њихова постојећа села, у којима нису могли да произведу довољне количине пољопривредних производа и у чијој близини није било довољно дивљачи. Али чак и након поделе, сва племена су задржала снажан осећај јединства и припадности једном народу. Структура власти је постављена тако да су имали врховног владара, који се звао велики поглавица, и њему подређене поглавице који су предводили свако појединачно племе. Један од великих поглавица је био Мамантуенса, који је познат по томе што је путовао у Француску. Мировне поглавице су биле задужене за организовање заједничких ловачких хајки и комуникацију са вођама других народа. Иако су били веома поштовани, мировне поглавице нису имале ауторитет какав су имале сеоске поглавице и доносили су одлуке које су спровођене убеђивањем. Ратне поглавице су могле да планирају и предводе нападе на друге народе. Положај ратног поглавице није био наследан, већ се до њега долазило показивањем умећа у борби, као и путем убеђивања других ратника да би их његов маниту могао одвести у успешан напад. Ратни поглавица је породицама погинулих у биткама обезбеђивао одштету, такође је предводио нападе против оних који су били одговорни за смрт ратника да би извршио освету. Углавном је само мушкарцима било дозвољено да буду поглавице, али су жене понекад имале улогу сеоског поглавице.
Иако су поглавице биле поштоване, имале ауторитет и политичку моћ, илиноишко егалитарно друштво је представљало демократско окружење у којем су важне одлуке доношене консензусом. Илиноишке поглавице су тек након ширења европских идеала и непосредног сусрета са француским званичницима почеле да владају над својим народом чврстом руком. Долазак на власт новог поглавице је од 1760-их морала да одобри француска колонијална управа.
Конфедерација укључује различите групе људи који су, иако повезани као једна нација, културолошки различити, Илиноиси, у директној дефиницији те речи, су више сегментирани народ него конфедерација. Они деле заједнички језик и сва њихова племена су културолошки блиска. Уместо да имају више појединачних вођа племена који преузимају пуну власт, Илиноиси су имали једног великог поглавицу који је централизовао власт над свим племенима.

### Насеља
Постоје противречни извештаји о броју села и илиноишког становништва, како појединих племена тако и народа у целини. Када су Европљани први пут документовали постојање Илиноиса, забележено је да су они имали села дуж река Мисисипи и Илиноис, као и популацију од око осам или девет хиљада. Међутим, један каснији извештај наводи само пет села и око две хиљаде људи. Данас се сматра да су први записи тачнији, и да је у време првог сусрета са Европљанима Илиноиса било око 10.500.